# Formica flori
Espèce
Formica flori est une espèce fossile de fourmis de la tribu des Formicini (sous-famille des Formicinae).

## Classification
L'espèce Formica flori est décrite en 1868 par le paléontologue et entomologiste autrichien Gustav Mayr (1830-1908),. 

### Fossiles
Selon Paleobiology Database en 2023, le nombre de collections de fossiles référencées est de vingt-deux :
- Rupélien de l'Oligocène inférieur, une collection d'Allemagne, décrite en 1937 par le paléontologue français Nicolas Théobald (1903-1981) dans sa thèse[3] ;
- Priabonien de l'Éocène supérieur, une collection d'Allemagne, une de Lituanie, trois de Pologne, deux d'Ukraine, quatorze de Russie[2].

### Synonymes
Selon Paleobiology Database en 2023, le nombre de synonymes est de six : 
- †Formica (Serviformica) antiqua Dlussky, 1967
- †Formica (Serviformica) baltica Dlussky, 1967
- †Formica (Serviformica) parvula Dlussky, 1967
- †Formica antiqua Dlussky, 1967
- †Formica baltica Dlussky, 1967
- †Formica egecomerta Özdikmen, 2010

### Étymologie
L'épithète spécifique latine flori signifie « fleur ».

## Description

### Caractères
La diagnose de Nicolas Théobald en 1937, : 

« ♀ Échant. R981.
Teinte brunâtre, même jaunâtre. Ailes transparentes avec nervures jaunâtres. Pattes brun-foncé.
Tête subquadrangulaire ; coins postérieurs arrondis ; yeux de forme ovale, placés vers le milieu et sur les bords; ocelles petits ; mandibules à peine visibles à l'avant ; antennes avec scape court, n'atteignant pas l'arrière de la tête ; mandibules à peine apparentes, le bord masticateur semble dépourvu de dents. Cou net. Thorax ovale, allongé, à peine plus large que la tête ; arrondi à l'avant ; mésonotum allongé ; scutellum arrondi à l'arrière. Pétiole formé d'un segment assez long. Abdomen subcylindrique, légèrement convergent vers l'arrière, brusquement arrondi à l'apex ; le premier segment est trapézoïdal ; six segments, dont le dernier montre encore très nettement une ponctuation chagrinée, due aux points d’insertion des poils. Pattes brunes, cuisses fortes, tibias subcylindriques. Ailes transparentes, à nervures jaunes ; stigma court et étroit ; une cellule discoïdale et une cellule cubitale fermées ; ailes étroites, atteignant l'extrémité de l'abdomen.
♂ échant. R345, pl. XV. fig 3.
Insecte identique au précédent, mais abdomen avec six segments et de forme plus ovale. Teinte brun-foncé. Pattes manquent. ».

### Dimensions
La longueur totale est de 6 mm.

### Affinités
« ♀ : semble se confondre avec Formica flori Mayr de l'ambre de la Baltique. F. flori est voisin de F. fusca, mais ne lui est pas identique. Deux échantillons R981, 555.
♂ Trois échantillons R345, 608, 301 (?). ».

## Galerie
- Formica flori en 1937 selon Nicolas Théobald Hyménoptères du Stampien de Kleinkembs.
- Femelle éch. R981.
- Mâle éch. R345.

Formica flori de l'ambre de la Baltique.
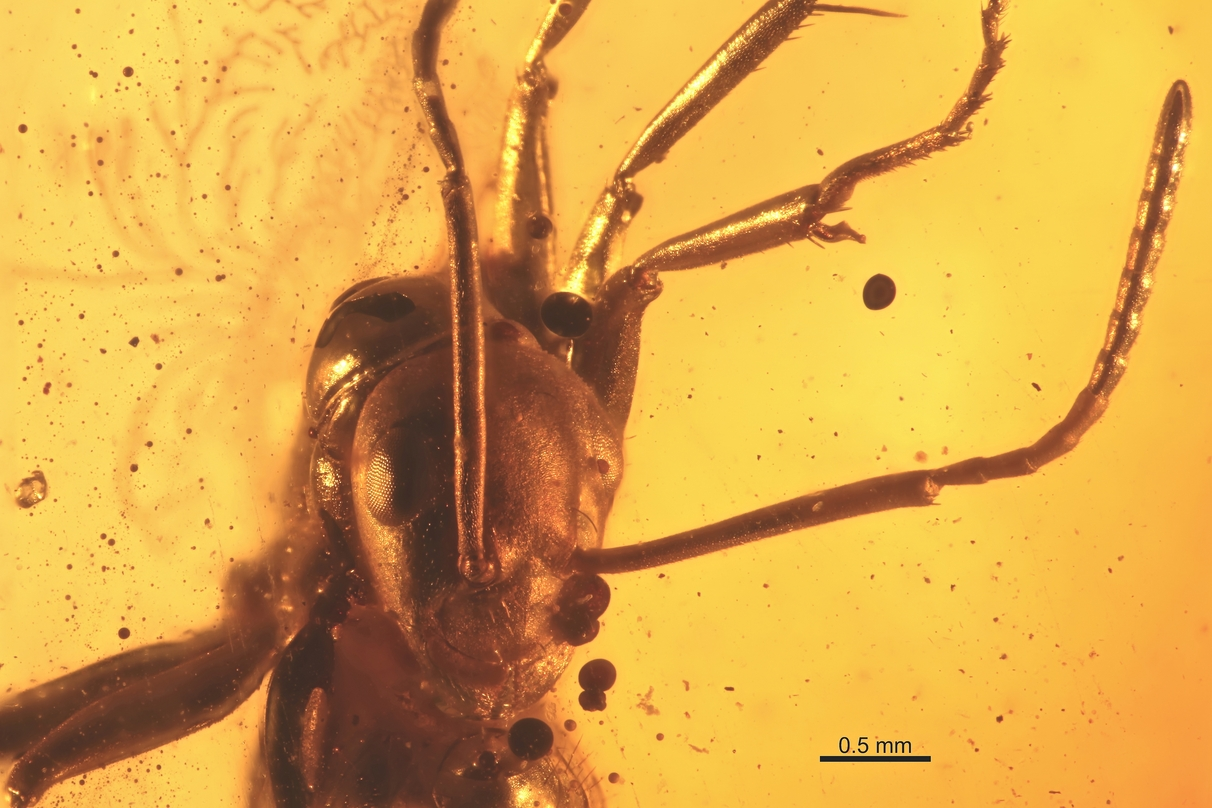
Tête du spécimen BMNHP17649.
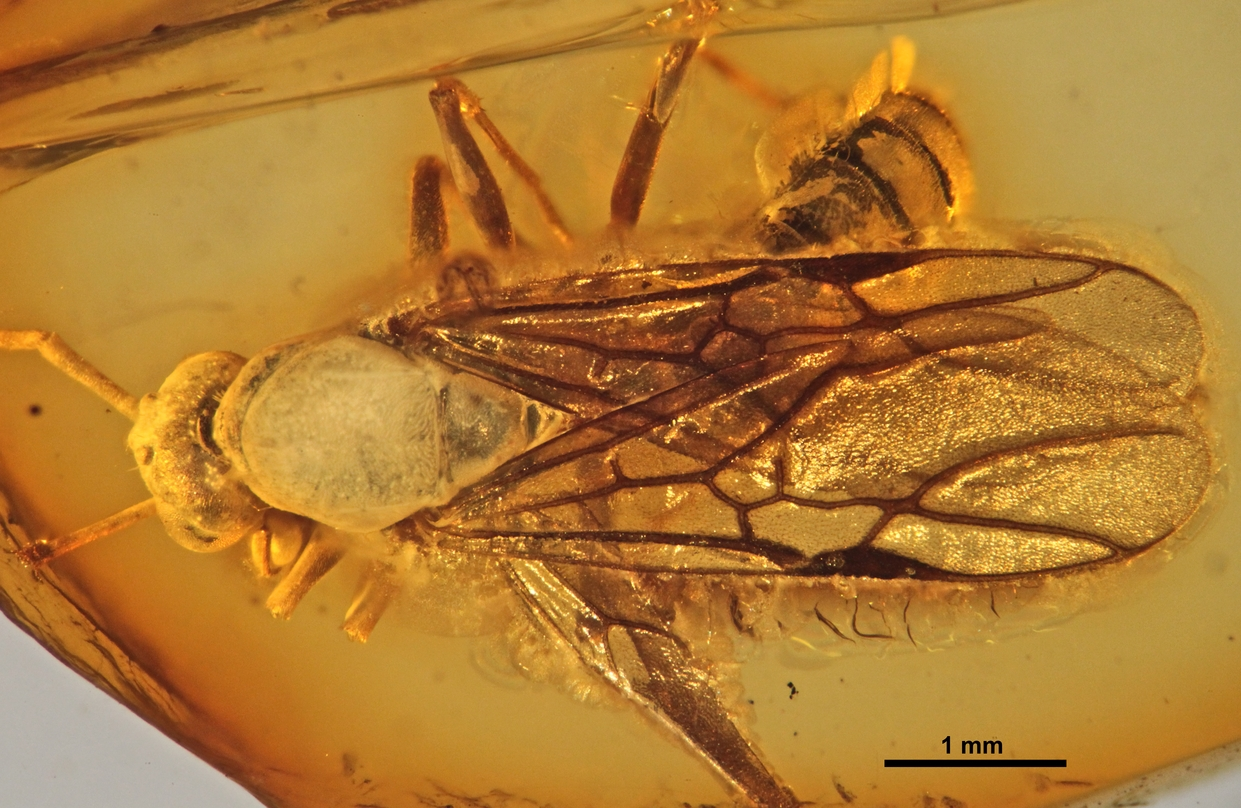
Dos de MBI5853.
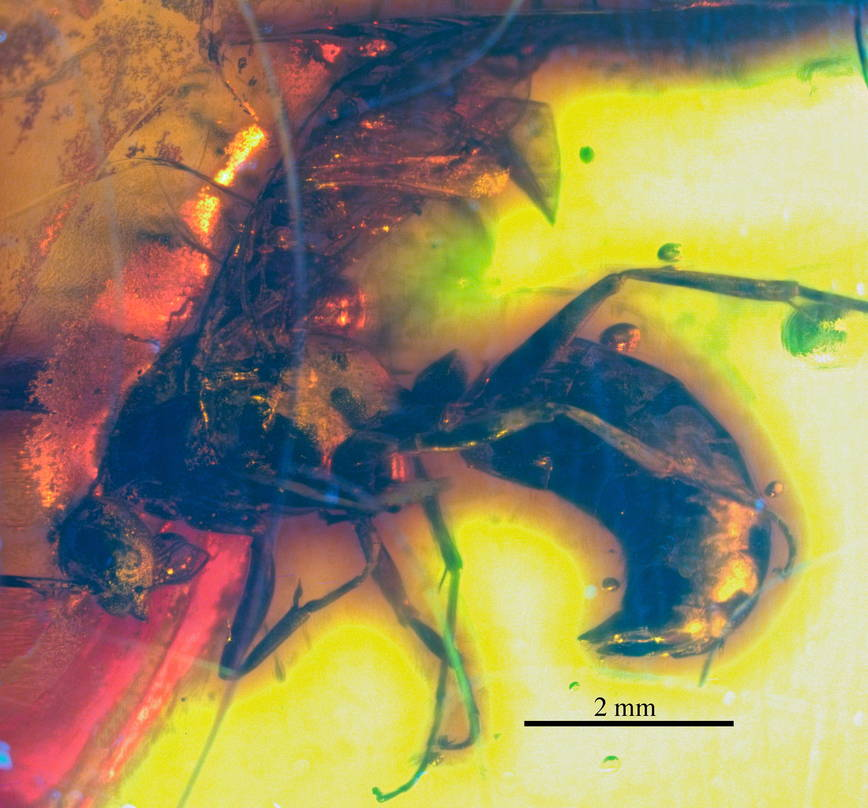
Profil de NHMW1984-31-198.

- Quelques images de l'espèce vivante Formica rufa.
- Formica rufa, ouvrière
- Formica rufa, ouvrière
- Formica rufa, ouvrière
- Formica rufa fourmilière
- Ouvrières dans leur fourmilière
- Ouvrière, sur mûrier
- Ouvrières, sur mûrier
- Ouvrières transportant un ver
- Dôme construit contre un tronc d'arbre

### Publication originale
- [1868] (de) Gustav Mayr, « Die Ameisen des baltischen Bernsteins », Beiträge zur Naturkunde Preussens, vol. 1,‎ 1868, p. 1-102.